# Хирокитија
Хирокитија (грчки: Χοιροκοιτία, Choirokitia) је археолошки локалитет у близини југоисточне обале Кипра које потиче из прекерамичког (пре керамике) неолита (око 7000. п. н. е.). То је једна од двадесетак сличних насеобина на Кипру, али је Хирокитија један од најважнијих и најбоље сачуваних праисторијских локалитета у источном Средоземљу. Њене грађевине сведоче о организованом друштву са одбрамбеним фортификацијским грађевинама које су га окруживале. Због тога је 1998. године овај локалитет уписан на Унеско-ву листу Светске баштине.
Хирокитија се налази на падини брда у долини реке Марони, око 6 км од мора. Насеље је било ограђено 2.5 метара дебелим и до 3 метра високим зидом с неколико врата. Његови становници су преживљавали бавећи се пољопривредом и сточарством, али и скупљањем плодова (о чему сведоче бројни налази пистаћа, смокви, маслина и сувих шљива. Живели су у ваљкастим боравиштима дебелих зидова, збијенима заједно. Њихови нижи делови су били од камена, а имале су велике спољне размере (од 2.3 до 9.20 метара), док су унутрашњи били скромнији (1.4 до 4.80 м). Неки су им кровови били куполасти док су неки били равни.
Велика боравишта су биле подељена у више просторија, зависно од намене, а нека су имале и други спрат. Често су заједно чинила комплекс једне проширене породице и биле су спојене заједничком терасом.
Претпоставља се да је у Хирокитији одједном живело око 300 до 600 становника, били су ниски (мушкарци око 1.61, а жене око 1.51 м) и животни век им је (због великог морталитета деце) био око 22 године. Мртве су сахрањивали у чучећем положају испод кућних прагова који је представљао олтар култа предака.
Село је нагло било напуштено око 6000. п. н. е, од када је цело острво био ненасељено скоро 1500 година када га насељавају други људи културе Сотира (до 4. миленијума п. н. е).
Хирокитију је пронашао Др. Порфирос Дикаиос, управник Кипарске канцеларије за старине, који је провео шест ископавања од 1934. до 1946. године. Након застоја због турске инвазије на Кипар, археолошка ископавања су наставили Французи 1977. године под надзором Алена Ле Брана (Alain Le Brun).

## Галерија
- Реконструисане кружне куће
- Двориште испред кућа
- Налазиште